# Šid
Šid (izvirno srbsko Шид) je mesto v Srbiji, ki je središče istoimenske občine; slednja pa je del Sremskega upravnega okraja.

## Demografija
V naselju živi 12.825 polnoletnih prebivalcev, pri čemer je njihova povprečna starost 38,1 let (36,5 pri moških in 39,6 pri ženskah). Naselje ima 5.510 gospodinjstev, pri čemer je povprečno število članov na gospodinjstvo 2,96.
To naselje je, glede na rezultate popisa iz leta 2002, v glavnem srbsko, a v času zadnjih 3 popisov je opazen porast števila prebivalcev.
|  |

| Demografija | Demografija     | Demografija     |
| Leto        | Št. prebivalcev | Št. prebivalcev |
| ----------- | --------------- | --------------- |
|             |                 |                 |
|             |                 |                 |
|             |                 |                 |
|             |                 |                 |
| 1948        | 6.710           |                 |
| 1953        | 7.268           |                 |
| 1961        | 9.058           |                 |
| 1971        | 11.823          |                 |
| 1981        | 13.450          |                 |
| 1991        | 14.275          | 14.089          |
| 2002        | 16.834          | 16.311          |
|             |                 |                 |

| Etnična sestava po popisu iz leta 2002 | Etnična sestava po popisu iz leta 2002 | Etnična sestava po popisu iz leta 2002 | Etnična sestava po popisu iz leta 2002 | Etnična sestava po popisu iz leta 2002 |
| -------------------------------------- | -------------------------------------- | -------------------------------------- | -------------------------------------- | -------------------------------------- |
| Srbi                                   | Srbi                                   |                                        | 12.427                                 | 76,18%                                 |
| Slovaki                                | Slovaki                                |                                        | 899                                    | 5,51%                                  |
| Hrvati                                 | Hrvati                                 |                                        | 724                                    | 4,43%                                  |
| Rusini                                 | Rusini                                 |                                        | 681                                    | 4,17%                                  |
| Jugoslovani                            | Jugoslovani                            |                                        | 455                                    | 2,78%                                  |
| Romi                                   | Romi                                   |                                        | 81                                     | 0,49%                                  |
| Madžari                                | Madžari                                |                                        | 59                                     | 0,36%                                  |
| Črnogorci                              | Črnogorci                              |                                        | 37                                     | 0,22%                                  |
| Ukrajinci                              | Ukrajinci                              |                                        | 31                                     | 0,19%                                  |
| Albanci                                | Albanci                                |                                        | 21                                     | 0,12%                                  |
| Makedonci                              | Makedonci                              |                                        | 19                                     | 0,11%                                  |
| Muslimani                              | Muslimani                              |                                        | 18                                     | 0,11%                                  |
| Čehi                                   | Čehi                                   |                                        | 10                                     | 0,06%                                  |
| Rusi                                   | Rusi                                   |                                        | 9                                      | 0,05%                                  |
| Romuni                                 | Romuni                                 |                                        | 3                                      | 0,01%                                  |
| Nemci                                  | Nemci                                  |                                        | 3                                      | 0,01%                                  |
| Slovenci                               | Slovenci                               |                                        | 2                                      | 0,01%                                  |
| Bošnjaki                               | Bošnjaki                               |                                        | 2                                      | 0,01%                                  |
| Bunjevci                               | Bunjevci                               |                                        | 1                                      | 0,00%                                  |
| Bolgari                                | Bolgari                                |                                        | 1                                      | 0,00%                                  |
| Neznano                                | Neznano                                |                                        | 422                                    | 2,58%                                  |